# Toxopoda atrata
Toxopoda atrata är en tvåvingeart som först beskrevs av Malloch 1928.  Toxopoda atrata ingår i släktet Toxopoda och familjen svängflugor. Inga underarter finns listade i Catalogue of Life.